# 多闪
多闪是北京拍拍看看科技有限公司（字节跳动关联公司）推出的社交应用程序，于2019年1月15日对外发布，以“短视频+社交”为特点。

## 历史
多闪产品的设想始于2017年。当时，徐璐冉（现为多闪产品负责人）和陈林一起讨论这个产品，而“多闪”这一名称也是徐璐冉命名的。2018年，多闪项目正式立项，并于同年9月14日内部推出其Android版本，后于18日推出iOS版本。2019年1月15日，多闪正式对外发布，字节跳动更是为此首次自公司成立以来举办产品发布会。据抖音短视频总裁张楠表示，多闪的推出旨在升级抖音原来的私信功能，以满足用户的短视频社交需求。
据报道，该产品的项目组成员均为90后，有一些工程师是95后。

## 功能与使用
多闪推出初期，用户需登录抖音短视频（中国版）的账号才能使用。该软件分为消息、随拍、世界三个部分，其中随拍内容以“以人聚合”为特点，没有公开的评论和点赞，且内容会在72小时后由公开转为仅自己可见。而即时通讯功能也突出特色，如“自动联想表情包”、红心按钮、陌生人限制沟通等，同时提供红包视频功能。

## 争议

### 与微信的不正当竞争
2019年1月15日，在多闪推出当日的发布会上，现场观众通过扫码下载试用发现其下载链接被微信屏蔽。而同一天发布的马桶MT和聊天宝亦被微信全面封杀。这一事件也引发了一场公关战，媒体也被称为“头腾大战”。
2019年3月19日，多闪客户端向用户发送弹窗称“根据腾讯公司要求，凡在微信/QQ上的账户信息，包括头像、昵称的权益均属于腾讯公司。多闪方面建议，若头像、昵称与微信/QQ一致，需要进行更改，若昵称使用真名，则可以保留”。当日腾讯公司亦指出“多闪非法从抖音获取用户的微信/QQ头像和昵称”。对此多闪于当晚发表声明，称多闪未从微信获取数据，且用户头像和昵称来源于抖音，需在用户明确授权后才从抖音同步。此后在3月21日，《第一财经日报》报道在2019年2月，河南商丘睢阳区法院发布一条禁令，称商丘市民窦某要求多闪停止使用其微信头像、昵称，停止将其推荐给其他用户。而多闪未收到原告窦某的禁令申请，也未收到法院的禁令裁定书。对此多闪回应称“用户头像、昵称的授权和展示均合法合规”，同时在应用中提供了取消同步和推荐的能力。而上述做出的裁定“没有任何事实和法律依据，并且严重违反法律程序”。

### 涉嫌侵犯隐私
2019年3月24日，据江苏媒体《扬子晚报》报道，一位博士生小凌在春节期间使用多闪时，在“关注”列表中发现大量好友被推荐为“可能认识的人”并提示关注。小凌认为这一行为涉嫌侵犯隐私，在北京互联网法院起诉多闪的运营方北京拍拍看看科技有限公司，要求被告方立即停止侵犯原告隐私权的行为，同时赔偿经济损失6万元。该案现已正式立案。针对此事件，多闪目前未就此事作出回应。